# Pfarrkirche Niederalm

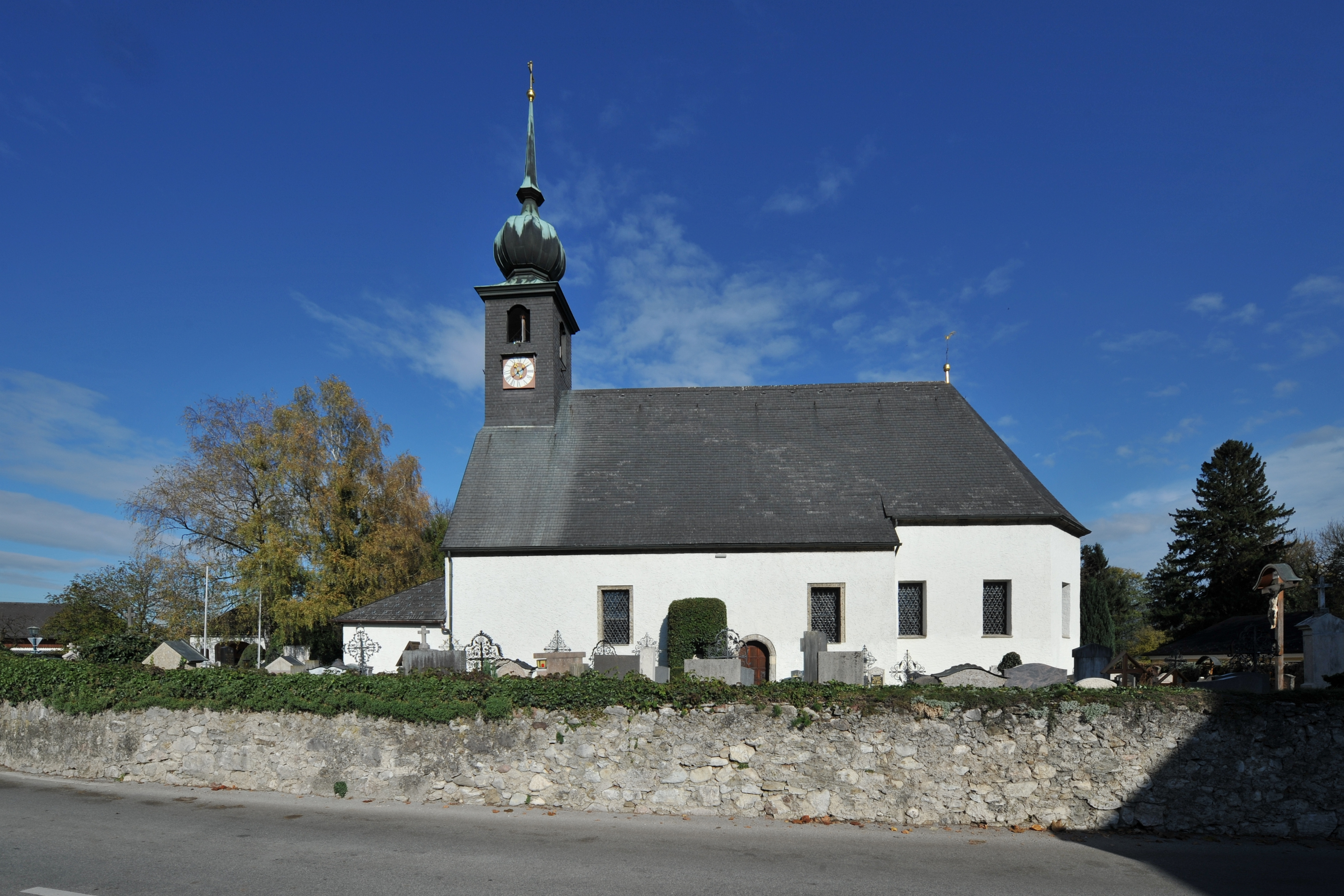
Katholische Pfarrkirche hl. Johannes der Täufer in Niederalm

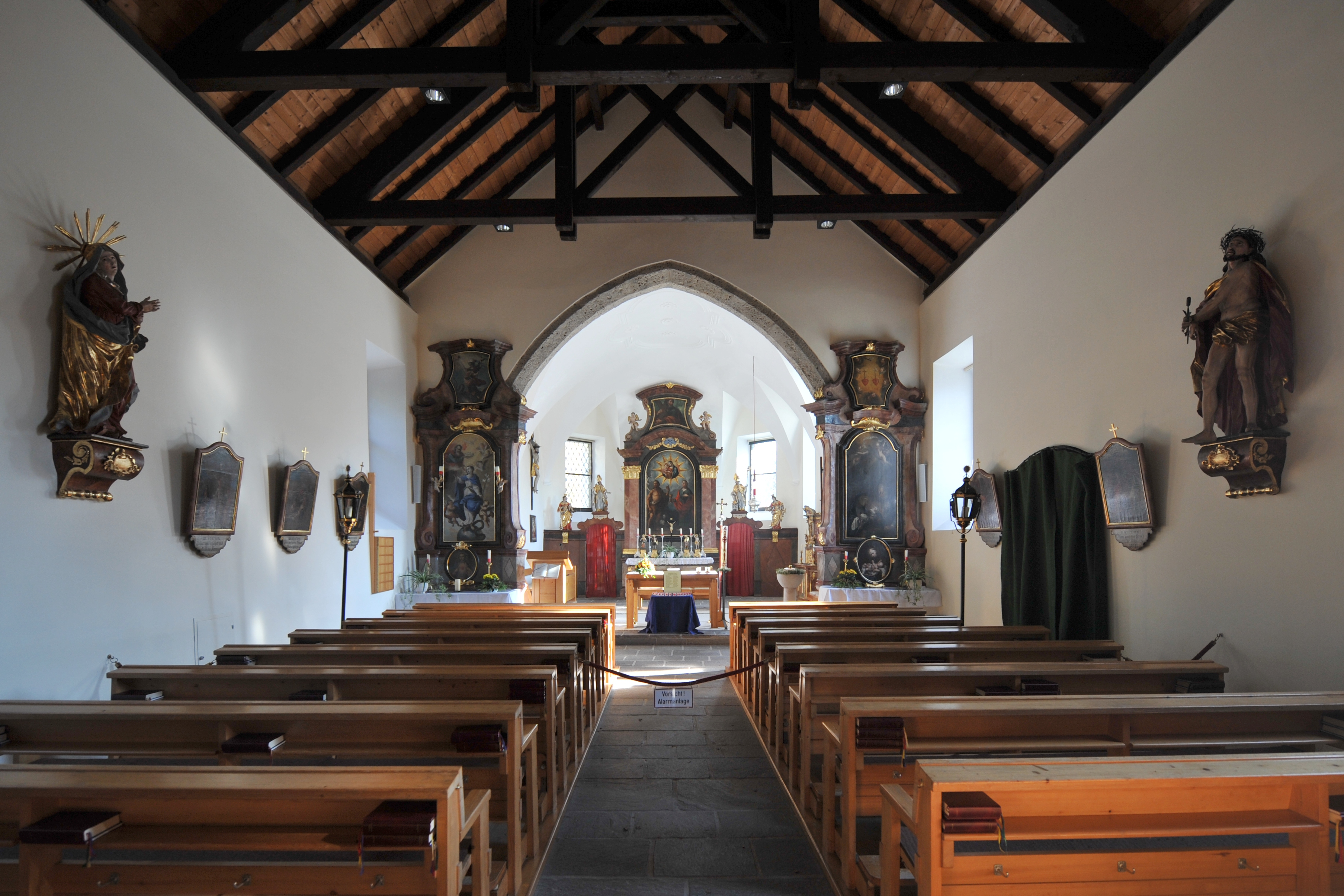
Im Langhaus zum Chor

Die Pfarrkirche Niederalm steht am Nordrand des Dorfes Niederalm in der Gemeinde Anif im Bezirk Salzburg-Umgebung im Land Salzburg. Die auf das Patrozinium Johannes der Täufer geweihte römisch-katholische Pfarrkirche gehört zum Dekanat Bergheim in der Erzdiözese Salzburg. Die Kirche steht unter Denkmalschutz (Listeneintrag).

## Geschichte
Urkundlich wurde 1435 eine Kirche genannt. Die Kirche wurde 1949 zur Pfarrkirche erhoben. 
Der Kirchenbau – im Kern spätgotisch – ist von einem Friedhof umgeben und wurde im 17. Jahrhundert und in den Jahren 1972/1973 umgebaut.

## Architektur
An das schlichte einschiffige Langhaus des 17. Jahrhunderts mit einem Satteldach und einem Giebelreiter mit barocker Zwiebelhaube schließt ein eingezogener polygonal schließender spätgotischer Chor an. Die zweigeschoßige Sakristei im Norden des Chores ist baulich der Rest des ehemaligen gotischen Nordturms. An der Westfront wurde eine eingeschoßige barocke Vorhalle in der Breite des Langhauses angebaut.
Das Langhaus zeigt sich innen mit einer offenen Dachstuhlkonstruktion nach den Plänen des Architekten Jakob Adlhart aus 1972/1973. Es gibt eine Westempore. Der abgefaste Triumphbogen ist spitzbogig. Der Chor schließt mit einem Fünfachtelschluss und hat ein rundbogiges abgefastes Sakristeiportal im Norden, die Sakristei ist im Erdgeschoß tonnengewölbt und im ersten Stock kreuzgratgewölbt. Die westliche Vorhalle ist geteilt und beinhaltet im Südwesten einen Kapellenraum.

## Ausstattung
Der Hochaltar aus der ersten Hälfte des 18. Jahrhunderts zeigt das Altarblatt Maria mit Kind in einem Strahlenkranz, darunter das Bild der Heiligen Johannes der Täufer und Johannes Evangelist aus der zweiten Hälfte des 17. Jahrhunderts, und im Oberbild den hl. Andreas aus dem Anfang des 18. Jahrhunderts. Der Tabernakel ist aus der zweiten Hälfte des 18. Jahrhunderts. Über den Opfergangsportalen stehen die Figuren Rupert und Virgil, weiters gibt es die Konsolfiguren Katharina und Barbara, alle aus dem frühen 18. Jahrhundert.
Eine Orgel von 1938 baute die Orgelwerkstatt Dreher & Flamm. Dieses Instrument wurde 1963 durch einen Neubau von Fritz Mertel ersetzt. 2020 schließlich wurde ein gebrauchtes Instrument der Fa. Steinmeyer aus der evangelischen Kirche Seelbach bei Lahr (Schwarzwald) eingebaut. Restaurierung, Umdisponierung und ein neues Gehäuse besorgte die Orgelbaufirma Alfons Zeilhuber, Altstädten im Allgäu. Die Orgel verfügt nun über 15 Register auf zwei Manualen und Pedal.

## Nachweise
1. ↑  Orgeln der Erzdiözese Salzburg: Niederalm (Pfarrkirche Hl. Johannes der Täufer) mit ausführlicher Orgelgeschichte und Disposition

Koordinaten: 47° 43′ 52,9″ N, 13° 3′ 37,62″ O